# 신흥고등학교 축구부
신흥고등학교 축구부는 경기도 동두천시에 위치한 신흥고등학교의 축구부이다. 신흥고등학교는 현재 야구부가 여러 대회에서 좋은 성적을 거두며 유명하지만 과거에는 김준태, 황득하 등의 여러 선수들을 배출한 축구부가 존재했었다.

## 참고 문헌
- “KFA 통합경기정보 시스템”. 대한축구협회.

## 같이 보기
- 신흥고등학교